# Alfred Dahlqvist
Alfred Dahlqvist   (Bräcke, 13 de maig de 1914 - 21 d'octubre de 1983) va ser un esquiador de fons suec que va competir durant les dècades de 1930 i 1940.
En el seu palmarès destaca una medalla de plata al Campionat del Món d'esquí nòrdic de 1938. El 1941 hi guanyà tres medalles, però aquest no és considerat oficial per estar limitada la presència de competidors. Aquell mateix 1941 va ser condecorat amb la Svenska Dagbladets guldmedalj.